# Manihot auriculata
Manihot auriculata är en törelväxtart som beskrevs av Mcvaugh. Manihot auriculata ingår i släktet Manihot och familjen törelväxter. Inga underarter finns listade i Catalogue of Life.